# 29. Międzynarodowy Festiwal Filmowy w Berlinie
29. Międzynarodowy Festiwal Filmowy w Berlinie odbył się w dniach 20 lutego-3 marca 1979 roku. W konkursie głównym zaprezentowano 17 filmów pochodzących z 12 różnych krajów.
Jury pod przewodnictwem fińskiego reżysera Jörna Donnera przyznało nagrodę główną festiwalu, Złotego Niedźwiedzia, niemieckiemu filmowi David w reżyserii Petera Lilienthala. Drugą nagrodę w konkursie głównym, Srebrnego Niedźwiedzia – Nagrodę Specjalną Jury, przyznano egipskiemu filmowi Dlaczego Aleksandria? w reżyserii Youssefa Chahine'a.
Na festiwalu zaprezentowano retrospektywę twórczości gwiazdy kina niemego Rudolpha Valentino. Amerykański film Łowca jeleni w reżyserii Michaela Cimino został usunięty z programu imprezy po tym, jak kilka krajów wycofało się z udziału w festiwalu na znak protestu przeciwko umieszczeniu obrazu w oficjalnej selekcji na Berlinale.

## Członkowie jury

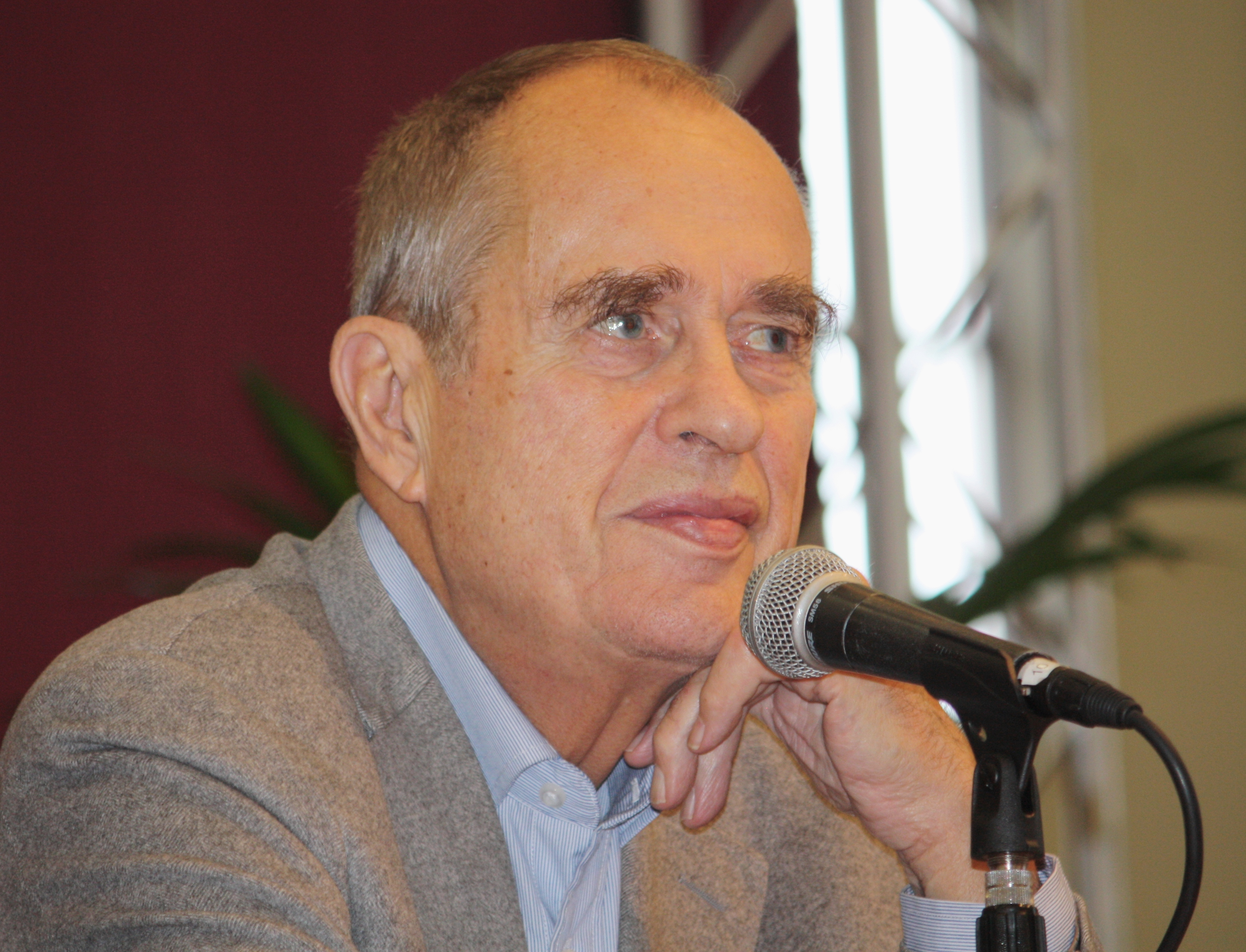
Przewodniczący jury konkursu głównego Jörn Donner.

### Konkurs główny
- Jörn Donner, fiński reżyser − przewodniczący jury[2]
- Georg Alexander, niemiecki krytyk filmowy
- Paul Bartel, amerykański aktor i reżyser
- Liliana Cavani, włoska reżyserka
- Ingrid Caven, niemiecka aktorka
- Julie Christie, brytyjska aktorka
- Pál Gábor, węgierski reżyser
- Romain Gary, francuski pisarz

## Selekcja oficjalna

### Konkurs główny
Następujące filmy zostały wyselekcjonowane do udziału w konkursie głównym o Złotego Niedźwiedzia i Srebrne Niedźwiedzie:
| Tytuł polski                 | Tytuł oryginalny                 | Reżyseria                | Kraj produkcji    |
| ---------------------------- | -------------------------------- | ------------------------ | ----------------- |
| Nastolatka                   | L'adolescente                    | Jeanne Moreau            | Francja           |
| Uciekająca miłość            | L'amour en fuite                 | François Truffaut        | Francja           |
| Serce lasu                   | El corazón del bosque            | Manuel Gutiérrez Aragón  | Hiszpania         |
| David                        | David                            | Peter Lilienthal         | RFN               |
| Małżeństwo Marii Braun       | Die Ehe der Maria Braun          | Rainer Werner Fassbinder | RFN               |
| Ernesto                      | Ernesto                          | Salvatore Samperi        | Włochy            |
| Pierwsza Polka               | Die erste Polka                  | Klaus Emmerich           | RFN               |
| Dwa światy                   | Hardcore                         | Paul Schrader            | Stany Zjednoczone |
| Dlaczego Aleksandria?        | إسكندرية ليه Iskanderija... lih? | Youssef Chahine          | Egipt             |
| Kassbach – Ein Porträt       | Kassbach – Ein Porträt           | Peter Patzak             | Austria           |
| Cesarz                       | Kejsaren                         | Jösta Hagelbäck          | Szwecja           |
| Meetings with Remarkable Men | Meetings with Remarkable Men     | Peter Brook              | Wielka Brytania   |
| Gospodarz stadniny           | A ménesgazda                     | András Kovács            | Węgry             |
| Messidor                     | Messidor                         | Alain Tanner             | Szwajcaria        |
| Ale kino!                    | Movie Movie                      | Stanley Donen            | Stany Zjednoczone |
| Nosferatu wampir             | Nosferatu: Phantom der Nacht     | Werner Herzog            | RFN               |
| Urodzone zimą                | Vinterbørn                       | Astrid Henning-Jensen    | Dania             |

### Pokazy pozakonkursowe
Następujące filmy zostały wyświetlone na festiwalu w ramach pokazów pozakonkursowych:
| Tytuł polski | Tytuł oryginalny      | Reżyseria   | Kraj produkcji |
| ------------ | --------------------- | ----------- | -------------- |
| Raj utracony | Het verloren paradijs | Harry Kümel | Belgia         |

## Laureaci nagród

### Konkurs główny
Złoty Niedźwiedź
- David, reż. Peter Lilienthal

Srebrny Niedźwiedź – Nagroda Specjalna Jury
- Dlaczego Aleksandria?, reż. Youssef Chahine

Srebrny Niedźwiedź dla najlepszego reżysera
- Astrid Henning-Jensen − Urodzone zimą

Srebrny Niedźwiedź dla najlepszej aktorki
- Hanna Schygulla − Małżeństwo Marii Braun

Srebrny Niedźwiedź dla najlepszego aktora
- Michele Placido − Ernesto

Srebrny Niedźwiedź za wybitne osiągnięcie artystyczne
- Scenografia: Henning von Gierke − Nosferatu wampir
- Zdjęcia: Sten Holmberg − Cesarz

Srebrny Niedźwiedź dla całej ekipy filmu
- Małżeństwo Marii Braun, reż. Rainer Werner Fassbinder

### Konkurs filmów krótkometrażowych
Złoty Niedźwiedź dla najlepszego filmu krótkometrażowego
- Ubu, reż. Geoff Dunbar

Srebrny Niedźwiedź − Nagroda Jury dla filmu krótkometrażowego
- Phantom, reż. René Perraudin i Uwe Schrader

### Pozostałe nagrody
Nagroda FIPRESCI
- Albercie, dlaczego?, reż. Josef Rödl